# Carea argentipurpurea
Carea argentipurpurea är en fjärilsart som beskrevs av Holloway 1976. Carea argentipurpurea ingår i släktet Carea och familjen trågspinnare. Inga underarter finns listade i Catalogue of Life.